# Boniface Alexandre
Boniface Alexandre (ur. 31 lipca 1936 w Ganthier, zm. 4 sierpnia 2023 w Port-au-Prince) – polityk haitański, prawnik, w latach 2004–2006 tymczasowy prezydent Haiti.
Był siostrzeńcem byłego premiera Haiti Martiala Célestina. Przez około 25 lat pracował w znanej haitańskiej firmie prawniczej Cabinet Lamarre, specjalizującej się w sprawach gospodarczych i rozwodowych. W latach 90. został mianowany sędzią Sądu Najwyższego, a w 2002 przewodniczącym Sądu Najwyższego. Odbierając nominację od prezydenta Aristide’a zapowiedział walkę z korupcją i niekompetencją w sądownictwie.
Profesor uniwersytetu w Port-au-Prince, w kwietniu 2003 nadano mu honorowe obywatelstwo amerykańskiego miasta Lafayette (stan Luizjana).
29 lutego 2004, po ustąpieniu prezydenta Aristide’a pod naciskiem protestów społecznych, został tymczasowym prezydentem Haiti.